# Tabuk
Pour la ville de l'île de Luçon, voir Tabuk (Philippines).

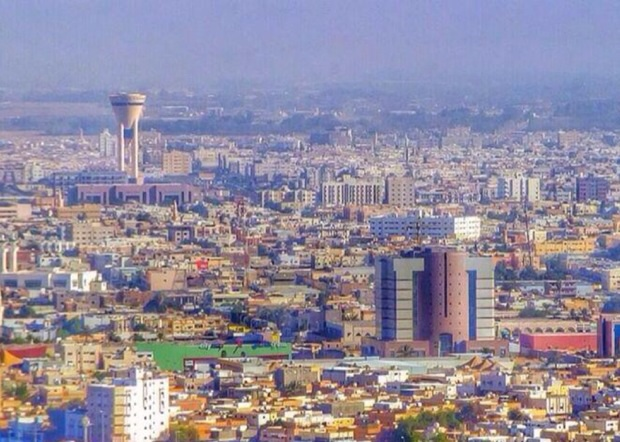

Tabuk, ou Tabouk (arabe : تبوك), est une ville d'Arabie saoudite. C'est la capitale de la province de Tabuk. Elle a joué un rôle important au temps des caravanes, en même temps que l'oasis d'Al-'Ula, située 250 km plus au sud. La ville compte aujourd'hui 600 000 habitants.

## Histoire
Tabuk fut le lieu de la bataille de Tabouk qui marqua en 630 le début des Guerres arabo-byzantines.

## Transports

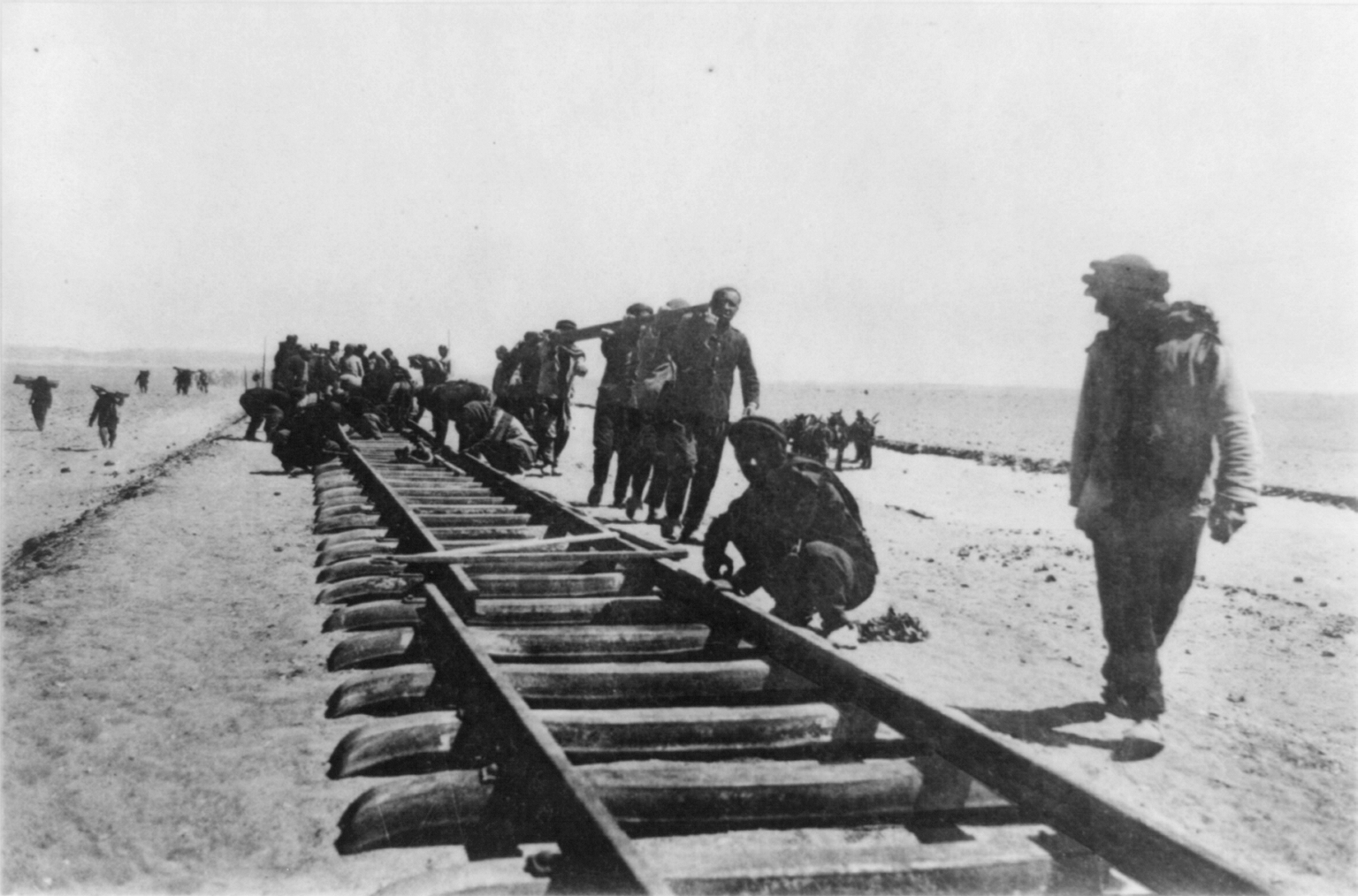
Pose de rails du chemin de fer du Hedjaz près de Tabouk, en 1906.

La ville était desservie par la gare ferroviaire du chemin de fer du Hedjaz, d'époque ottomane.

## Archéologie
La région est riche en sites archéologiques : on y trouve des pétroglyphes, des inscriptions, des fortifications, des palais, la route de pèlerinage syro-égyptienne, et les restes du chemin de fer du Hedjaz. Parmi les sites proches se trouve Al Bidaa.
Des centaines de sites d’art rupestre et d’inscriptions de diverses périodes du paléolithique à la période islamique sont recensés à Wadi Dam et à l’ouest de Tabouk. Une étude révèle de riches variations stylistiques avec des représentations animales et humaines. Des inscriptions thamudiques (en), grecques et nabatéennes ont été retrouvé. 
Le fort de Tabuk, connu comme le château de Aṣ-ḥāb al-Aykah (arabe : أَصْـحَـاب الْأَيْـكَـة, "les compagnons du Bois"), est mentionné dans le Coran,,,. Le château remonte aux environs du milieu du IVe millénaire av. J.-C. et a été reconstruit de nombreuses fois, la dernière fois en 1652. Plusieurs forts et relais ont été construits le long de la route du pèlerinage syrien, de la frontière jordanienne à Médine pour accueillir les pèlerins du Hadj. Le fort est construit sur deux étages autour d’une cour avec une mosquée, un puits et un escalier menant à la tour de guet. Le château de Tabuk est un marqueur du paysage archéologique local et est ouvert aux visites.

## Transports
- Aéroport : Tabuk Regional Airport
- Routes :
  - 80 NE : Al Qalibah, Al Jawf, Sakaka (450)
  - 80 SO : Douba (180), port sur la Mer Rouge
  - 394 NO : Bir Ibn Himas, Halat Ammar, et la Jordanie, ou Haqil (Al Jawf)
  - 80 + 15 E SE : Taima, Médine,
  - 375 SE : Mada'in Saleh, Al-'Ula, Médine